# Eugamon
Eugamon (oder Eugammon) war ein altgriechischer, aus Kyrene stammender kyklischer Dichter des 6. Jahrhunderts v. Chr. Laut relativ später antiker Zuschreibung soll er der Verfasser des zum Epischen Zyklus gerechneten und im Anschluss an die Odyssee die letzten Lebensschicksale des Sagenhelden Odysseus schildernden Epos Telegonie gewesen sein.
Proklos, der in seiner auszugsweise erhaltenen Chrestomathie eine Inhaltsbeschreibung der einzelnen Gedichte des Epischen Zyklus gab, nennt Eugamon als Autor der Telegonie, ebenso Eusebios von Caesarea, der Eugamons Akme auf 568 bis 565 v. Chr. (53. Olympiade der altgriechischen Zeitrechnung) ansetzt. Dazu stimmt die Angabe des Eustathios von Thessalonike in dessen Homer-Kommentar, dass der Verfasser der Telegonie Kyrenäer gewesen sei. Auch die moderne Forschung sieht triftige Gründe für die Annahme, dass die Telegonie im 6. Jahrhundert v. Chr. in Kyrene aus älteren Epen kompiliert wurde, weil darin ein Arkesilaos als Sohn des Odysseus und der Penelope erschien, welchen Namen mehrere damals regierende Könige von Kyrene führten. Daher liegt die Annahme nahe, dass diese Könige vom kyrenäischen Autor der Telegonie als Nachkommen des Odysseus dargestellt werden sollten. Ob der Name des Verfassers aber tatsächlich Eugamon war, muss dahingestellt bleiben. So erwähnt etwa Eusebios von Caesarea auch einen Kinaithon von Lakedaimon als angeblichen Autor einer Telegonie.
Laut Clemens von Alexandria soll Eugamon geistigen Diebstahl verübt haben, indem er bei der Abfassung der Telegonie ein Buch des mythischen griechischen Autors Musaios über Odysseus’ Erlebnisse in Thesprotien ohne Anführung seiner Quelle abgeschrieben und als eigenes Werk ausgegeben habe.
In der zwei Bücher umfassenden, nur sehr fragmentarisch erhaltenen Telegonie war über zwei Reisen des Odysseus berichtet, deren erste ihn nach Elis sowie die zweite nach Thesprotien führte, wo er die Königin Kallidike heiratete und sie im Kampf gegen den thrakischen Stamm der Bryger unterstützte. Als Odysseus wieder nach Ithaka zurückgekehrt war, wurde er von seinem mit Kirke gezeugten Sohn Telegonos getötet, der auf der Suche nach seinem ihm unbekannten Vater gewesen war und nach Aufdeckung des Irrtums seine unselige Tat bedauerte.